# Zack Hemsey
Zack Hemsey (Nueva Jersey, 30 de mayo de 1983) es un compositor, músico y productor de discos estadounidense.

## Biografía
Hemsey comenzó su carrera en un grupo rapero llamado Nine Leaves, que tenía tintes góticos, y del que formó parte como letrista. Su carrera en solitario comenzó en 2010, año en que lanzó su primer álbum Empty Room. Desde entonces ha lanzado sus propios discos de manera independiente, alternando en ellos elementos del hip hop, de la música y el rock alternativo y piezas instrumentales.
Su trabajo se ha popularizado en gran medida a través de la inclusión de sus piezas musicales en tráileres y teasers de películas así como propiamente dentro de sus bandas sonoras. Un ejemplo notable de su trabajo está en el tráiler de la película Origen, de Christopher Nolan, que incluía su pieza "Mind Heist". Un error común de los seguidores de la película es pensar que dicha pieza fue compuesta por Hans Zimmer, autor principal de su banda sonora.
Otros trabajos suyos han aparecido en tráileres de películas como The Town o Lincoln; así como su pieza "Vengeance", que apareció en la película The Equalizer y en un tráiler de la segunda temporada de Juego de tronos.
Hemsey ha escrito artículos sobre una variedad de temas, que ha publicado en su blog "Thoughts & Ramblings". Los temas han incluido la diferencia entre artistas y artistas, artes marciales mixtas, el nacimiento de sus hijos, la industria musical y un trabajo de investigación sobre el Síndrome de Guillain-Barré que puede darse en bebés recién nacidos.

## Discografía
- Empty Room (marzo de 2010)
- The Way (junio de 2011)
- RONIN (abril de 2013)
- NOMAD (noviembre de 2016)
- GOLIATH (marzo de 2018)

## Piezas utilizadas en créditos y tráileres
| Película                        | Canción                | Año  |
| ------------------------------- | ---------------------- | ---- |
| Origen                          | "Mind Heist"           | 2010 |
| The Town                        | "Redemption"           | 2010 |
| Trust                           | "Changeling"           | 2010 |
| Falling Skies                   | "See What I've Become" | 2011 |
| Juego de tronos                 | "Vengeance"            | 2012 |
| Lincoln                         | "End of an Era"        | 2012 |
| Parade's End                    | "Facing Demons"        | 2013 |
| G.I. Joe: Retaliation           | "See What I've Become" | 2013 |
| Cuando todo está perdido        | "Fade Away"            | 2013 |
| Jack Ryan: Shadow Recruit       | "Vengeance"            | 2013 |
| 24: Live Another Day            | "Vengeance"            | 2014 |
| The Riot Club                   | "Vengeance"            | 2014 |
| The Equalizer                   | "Vengeance"            | 2014 |
| The Boy Next Door               | "End of an Era"        | 2015 |
| El año más violento             | "The Way"              | 2015 |
| La serie Divergente: Insurgente | "See What I've Become" | 2015 |
| Mr. Robot                       | "Nice to Meet Me"      | 2016 |
| A Discovery of Witches          | "The Way"              | 2018 |